# 12591 Bergey
12591 Bergey è un asteroide della fascia principale. Scoperto nel 1999, presenta un'orbita caratterizzata da un semiasse maggiore pari a 2,3692929 au e da un'eccentricità di 0,1259159, inclinata di 5,32795° rispetto all'eclittica.